# Mayores
"Mayores" é uma música da cantora americana Becky G com participação do cantor porto-riquenho Bad Bunny. Escrito por Mario Caceres, Servando Primera, Saul Castillo, Bad Bunny e Patrick Ingunza, foi lançado pela Kemosabe Records, RCA Records em parceria com a Sony Music Latin em 14 de julho de 2017.
"Mayores" liderou as paradas na Bolívia, Chile, El Salvador, Espanha, Equador, Honduras, Nicarágua, Panamá, Paraguai, Peru, Romênia, enquanto alcançou o número 3 na parada americana Hot Latin Songs da Billboard. O videoclipe da música foi lançado no YouTube em 13 de julho de 2017.

## Antecedentes
G explicou que a música se originou como uma "piada" depois de confirmar seu relacionamento com o jogador de futebol Sebastian Lletget, que é quatro anos mais velho que ela. Ela começou a usar a hashtag "#6DaysTillMAYORES" no Twitter, que finalmente começou a ser tendência. Um número diminuiu a cada dia que passava, até atingir "#MAYORESOutNow".

## Videoclipe
O videoclipe, filmado em Los Angeles, foi publicado na conta de G no Vevo em 13 de julho de 2017. Ele marca a terceira vez que G trabalhou com o diretor Daniel Duran; também apresenta a aparência do ator americano Casper Smart. O vídeo alcançou 1 bilhão de visualizações em janeiro de 2018 e tem mais de 1,7 bilhão de visualizações em novembro de 2019; é o vídeo mais assistido de G e o quarto em superar 100 milhões de visualizações. O videoclipe é um dos 50 mais vistos no Vevo e um dos 60 vídeos mais vistos no YouTube.

### Roteiro
O clipe mostra G deitada em um sofá com cenas dela e Bad Bunny em um bar. Casper Smart, interpretando um velho rico, entra no local e é atraído por G. Ele a leva para sua casa enquanto Bad Bunny bate seus versos no bar. Essas cenas também são cortadas com os cantores se apresentando no telhado do Hotel Rosslyn Annex à noite. Gomez seduz Smart e o algema na cama. Ela brinca com o relógio dele antes de sair da cama e sair com uma sacola cheia de dinheiro. Bad Bunny parece estar esperando por ela, e eles se beijam antes de entrar no carro. O vídeo termina quando a dupla está prestes a partir.

## Lista de faixas
| Download digital |                                 |         |  |
| N.º              | Título                          | Duração |  |
| 1.               | "Mayores" (featuring Bad Bunny) | 3:22    |  |

| Download digital |                            |         |  |
| N.º              | Título                     | Duração |  |
| 1.               | "Mayores" (Urban Tropical) | 3:30    |  |

| Download digital |                                        |         |  |
| N.º              | Título                                 | Duração |  |
| 1.               | "Mayores" (KLAP Remix com Lucas Locco) | 3:15    |  |

## Créditos
- Jorge Fonseca – produção
- Yasmil Marrufo – engenharia, guiro
- Richard Bravo – engenharia, percussão
- Mambo Kingz – engenharia
- Gaby Music – engenharia
- Mike Fuller – mestre em engenharia

Créditos adaptados do Qobuz.

## Desempenho nas tabelas musicais
"Mayores" estreou no número 12 na parada Hot Latin Songs , tornando-se a maior posição de estréia de G nessa parada. A música acabou chegando ao número 3 nas paradas.
A música também estreou no número 72 na parada espanhola da PROMUSICAE. Subiu para o número 4 quatro semanas depois, tornando-a sua posição mais alta. Mais tarde, alcançou o número um.
Eventualmente, a música chegou ao Billboard Hot 100, chegando ao número 74; é a quarta entrada de Gomez no gráfico em mais de dois anos, depois que "Shower" (2014) foi um dos vinte maiores sucessos, sua colaboração com Cher Lloyd, "Oath" (2012), atingiu o número 73 e "Can't Stop Dancin'" (2014) atingiu o número 88 no início de 2015.

### Tabelas musicais da semana
| Tabela musical (2017–18)                  | Melhor posição |
| ----------------------------------------- | -------------- |
| América Latina (Monitor Latino)           | 3              |
| Argentina (Monitor Latino)                | 5              |
| Bolívia (Monitor Latino)                  | 1              |
| Chile (Monitor Latino)                    | 1              |
| Colômbia (Monitor Latino)                 | 9              |
| Colômbia (National-Report)                | 8              |
| Costa Rica (Monitor Latino)               | 9              |
| Equador (Monitor Latino)                  | 1              |
| Equador (National-Report)                 | 1              |
| El Salvador (Monitor Latino)              | 1              |
| Eslovênia (SloTop50)                      | 14             |
| Espanha (Productores de Música de España) | 1              |
| Estados Unidos (Billboard Hot 100)        | 74             |
| Estados Unidos (Hot Latin Songs)          | 3              |
| Estados Unidos (Latin Pop Songs)          | 5              |
| Estados Unidos (Regional Mexican Songs)   | 18             |
| Guatemala (Monitor Latino)                | 2              |
| Honduras (Monitor Latino)                 | 1              |
| Hungria (Dance Top 40)                    | 23             |
| México (Billboard Mexico Airplay)         | 39             |
| Nicarágua (Monitor Latino)                | 1              |
| Países Baixos (Single Top 100)            | 6              |
| Panamá (Monitor Latino)                   | 1              |
| Paraguai (Monitor Latino)                 | 1              |
| Peru (Monitor Latino)                     | 1              |
| Polônia (Polish Airplay Top 100)          | 14             |
| Polônia (Dance Top 50)                    | 7              |
| Polônia (Video Chart)                     | 5              |
| Romênia (Media Forest)                    | 1              |
| República Dominicana (Monitor Latino)     | 2              |
| Uruguai (Monitor Latino)                  | 5              |
| Venezuela (Monitor Latino)                | 14             |
| Venezuela (National-Report)               | 3              |

| Tabela musical (2017)                      | Melhor posição |
| ------------------------------------------ | -------------- |
| Argentina (Monitor Latino)                 | 86             |
| Bolívia (Monitor Latino)                   | 15             |
| Chile (Monitor Latino)                     | 10             |
| Equador (Monitor Latino)                   | 50             |
| El Salvador (Monitor Latino)               | 2              |
| Espanha (PROMUSICAE)                       | 15             |
| Estados Unidos (Billboard Hot Latin Songs) | 18             |
| Guatemala (Monitor Latino)                 | 51             |
| Honduras (Monitor Latino)                  | 1              |
| Nicarágua (Monitor Latino)                 | 1              |
| Peru (Monitor Latino)                      | 19             |
| República Dominicana (Monitor Latino)      | 75             |
| Uruguai (Monitor Latino)                   | 52             |
| Tabela musical (2018)                      | Melhor posição |
| Argentina (Monitor Latino)                 | 28             |
| Estados Unidos (Billboard Hot Latin Songs) | 16             |
| Eslovênia (SloTop50)                       | 40             |
| Romênia (Airplay 100)                      | 12             |

## Certificações
| Região | Certificação | Vendas/distribuição |
| --- | ------------ | ------------------- |
| Espanha (PROMUSICAE) | 5× Platina   | 200,000*            |
| Estados Unidos (RIAA) | 21× Platina  | 1,260,000‡          |
| México (AMPROFON) | 4× Platina   | 240,000*            |
| Polônia (ZPAV) | Platina      | 20,000^             |
| *vendas baseadas apenas na certificação ^distribuições baseadas apenas na certificação ‡vendas+valores de streaming baseados apenas na certificação |              |                     |